# Saint-Martin-des-Champs (Manche)
Saint-Martin-des-Champs település Franciaországban, Manche megyében. Lakosainak száma 2362 fő (2018. január 1.). Saint-Martin-des-Champs Saint-Senier-sous-Avranches, Avranches, Saint-Loup, Saint-Quentin-sur-le-Homme és Le Val-Saint-Père községekkel határos.

## Népesség
A település népessége az elmúlt években az alábbi módon változott:
| Lakosok száma | 675  | 1109 | 1388 | 2094 | 2179 | 2245 | 2293 | 2446 | 2370 | 2362 |
|               | 1968 | 1975 | 1982 | 1999 | 2006 | 2011 | 2013 | 2016 | 2017 | 2018 |